# Palazzo ex Ministeri
Il Palazzo ex Ministeri è un palazzo storico di Palermo adibito a sede della biblioteca ed emeroteca dell’Assemblea regionale siciliana, intitolata a Piersanti Mattarella.

## Storia
Il Palazzo Ex Ministeri, situato nella Piazza della Vittoria a Palermo, ha una storia che risale al XVII secolo. Originariamente era una residenza nobiliare di proprietà della famiglia Cannizzaro e successivamente del Barone Antonino Agliata. Nel 1788, divenne proprietà di Antonino Reggio, Principe della Catena, e prese il nome di "Palazzo del Principe della Catena". Nel corso dei secoli, è stato di proprietà del Ministero e della Real Segreteria di Stato per la Sicilia, della Real Prefettura di Palermo e infine è stato acquistato dall'Assemblea regionale Siciliana nel 1986.
Durante il Regno Borbonico, il palazzo è stato la sede del Luogotenente Generale del Regno, della Real Segreteria e dei Ministeri di Stato. Nel 1811, per ordine del re Ferdinando di Borbone, il palazzo del Principe della Catena fu acquistato per ampliare il quartiere di S. Giacomo, per accogliere i contingenti spagnoli ivi acquartierati.
Gli ultimi lavori di trasformazione e ampliamento del palazzo sono stati realizzati dall'architetto Carlo Giachery nel 1850. I lavori sono proseguiti fino al 1853 e hanno modificato significativamente la conformazione e l'aspetto dell'edificio. Durante questi interventi, sono stati inglobati fabbricati di dimensioni più ridotte situati tra il palazzo e l'Ospedale di S. Giacomo. Inoltre, l'architetto ha progettato una scala a sbalzo all'interno di un tamburo alto, che culmina in una cupola sferica con un lucernario circolare; scala di raccordo fra l'ospedale militare e il palazzo, non più in uso dopo la scissione dei due edifici.
Nel corso degli anni, il palazzo ha ospitato varie istituzioni, tra cui l'Ufficio dell'Intendente, la Camera consultiva di Commercio di Palermo, la Prefettura e gli uffici del Provveditorato scolastico, dell'O.N.M.I. e dell'Opera nazionale Balilla. Dopo essere stato danneggiato dal terremoto nel gennaio 1968, l'edificio è rimasto abbandonato per circa vent'anni. Nel 1993, sono stati eseguiti lavori di consolidamento delle fondazioni, durante i quali sono emerse tracce di pozzi medievali e dell'impianto originale del XVII secolo.
L'edificio è, al maggio del 2023, in restauro.